# Сироїд Тетяна Леонідівна
Сироїд Тетяна Леонідівна (2 лютого 1969 р., Житомирська обл.) — український правознавець, завідувач кафедри міжнародного і європейського права юридичного факультету Харківського національного університету імені В. Н. Каразіна, доктор юридичних наук, професор.
Тематика наукових досліджень: міжнародне гуманітарне право, міжнародне кримінальне і кримінально-процесуальне право, міжнародно-правове регулювання сфери ІКТ, права людини, право міжнародної безпеки. Поряд із дослідженнями у сфері міжнародного права, працює в галузі права Європейського Союзу, а також історії міжнародного права.

## Біографія
У 1994 р. закінчила Харківський інститут внутрішніх справ (м. Харків, Україна) за спеціальністю «Правознавство» та здобула кваліфікацію юриста.  
Викладацьку діяльність розпочала на кафедрі  конституційного і міжнародного права Університету внутрішніх справ (нині Харківський національний університет внутрішніх справ). З 1995 р. З 1997 р. по 2000 р. навчалась в ад’юнктурі Національного університету внутрішніх справ.  
У 2000 р. захистила  кандидатську дисертацію на тему: «Захист жертв злочинів у міжнародному праві» за спеціальністю 12.00.11 – міжнародне право (науковий керівник  –  кандидат юридичних наук, професор Семенов В. С.). У 2004 р. присвоєно вчене звання доцента кафедри конституційного і міжнародного права. 
З 2000 р. до 2011 р. працювала старшим викладачем, доцентом, професором кафедри конституційного і міжнародного права ХНУВС. Мала спеціальне звання полковника міліції.  У 2011 р. захистила докторську дисертацію на тему: «Правовий статус учасників кримінально-процесуальних відносин у міжнародному кримінальному судочинстві» за спеціальністю 12.00.11  –  міжнародне право  (науковий консультант –  член-кореспондент АПрНУ,  доктор юридичних наук,  професор Ярмиш О. Н.). У 2012 р. присвоєно вчене звання професора кафедри державно-правових дисциплін. З 2011 р. по 2014 р. працювала професором кафедри державно-правових дисциплін факультету підготовки фахівців для підрозділів слідства та дізнання Харківського національного університету внутрішніх справ.
З 2014  р. по 2016 р. працювала професором кафедри конституційного, муніципального і міжнародного права  юридичного факультету Харківського національного університету імені В.Н. Каразіна. З  2016 р. по теперішній час –  завідувач кафедри міжнародного і європейського права юридичного факультету Харківського національного університету імені В.Н. Каразіна.
Під науковим керівництвом Т. Л. Сироїд захищено чотири дисертації на здобуття наукового ступеня кандидата  юридичних наук за спеціальністю 12.00.11 - Міжнародне право (А. В. Войціховський, С. М. Перепьолкін, Д. О. Гарбазей, Л. О. Фоміна).
Член редакційної колегії часопису «Вісник Харківського національного університету ім. В.Н. Каразіна. Серія: Право». 
Член Асоціації міжнародного права.

## Публікації
Автор понад 200 опублікованих наукових та навчально-методичних праць. Серед них:
- Сыроед Т.Л. Права жертв преступлений: Международные стандарты и национальное законодательство. Монография. Харьков: Эспада, 2002. 272 с.
- Субъекты (участники) международных  уголовно-процессуальных отношений: понятие, виды, специфика правового статуса: Монография. Харьков : Изд-во «ФИНН», 2010. 584 с.
- Сироїд Т.Л. Міжнародні універсальні  контрольні органи захисту прав людини: сучасний стан та перспективи розвитку.  Міжнародне право  ХХІ століття: сучасний стан та перспективи розвитку (до  60-ліття В.М. Репецького): Монографія / М.М. Микієвич, М.В. Буроменський, В.В. Гутник [та ін.]; за ред. д.ю.н. М.М. Микієвича. Львів : ЛА «Піраміді», 2013. С. 222–236.
- Сироїд Т.Л.  Механізм Організації Об’єднаних Націй щодо захисту цивільного населення під  час збройних конфліктів.  Від теорії міжнародного права  до практики захисту прав людини. Liber Amicorum до 60-річчя проф.  В.В. Мицика: Монографія  / автор. кол.; за ред. О.В. Задорожнього та О.Р. Поєдинок.  Київ; Одеса: Фенікс, 2016. С. 660–672.
- Сироїд Т.Л. Міжнародно-правове регулювання сфери інформаційно-комунікаційних технологій і протидія кіберзлочинності.  Сучасні проблеми міжнародного права. Liber Amicorum до 60-річчя проф. М. В. Буроменського : моногр. / авт. кол.; за ред. В. М. Репецького, В.В. Гутника.  Львів; Одеса: Фенікс, 2017. С.  495–521.
- Сироїд Т. Л., Фоміна Л. О. Організаційно-правовий механізм захисту прав людини Європейського Союзу. Challenges and prospects for the development of legal systems in Ukraine and EU countries: comparative analysis: Collective monograph. Riga : Izdevniecība «Baltija Publishing», 2019. Volume 2. Р. 129–144.
- Tatiana Syroid. Professional and ethical standards for civil servants of international intergovernmental organizations.  The issues of improving legal knowledge in the XXI century: the unity of theory and practice: collective monograph / V. Benkivsky, M. Burdonosova, O. Chepik-Trehubenko, O. Holovko, etc. Lviv-Toruń: Liha-Pres, 2019. 260 p.
- Сыроед Т.Л. Международно-правовая защита жертв преступлений. Бизнес – Информ.  1998. № 21–22.  С. 24–27.
- Сыроед Т.Л. Обеспечение безопасности жертв преступлений (Международно-правовые основы). Бизнес – Информ. 1999. № 7–8. С. 29–32.
- Сироїд Т.Л. Загальна декларація прав і свобод людини як гарант права на безпеку жертв злочинів.  Вісник Університету внутрішніх справ. Вип. 9. Харків, 1999.  С. 315–321.
- Сироїд  Т.Л. Міжнародно-правовий захист дітей у кримінальному судочинстві. Вісник Запорізького юридичного інституту.   2003.  № 1.  С. 61–65.
- Сироїд Т.Л. Жертви злочинів під захистом міжнародного співтовариства. Вісник Запорізького юридичного інституту. 2003. № 2. С. 138–141.
- Сироїд Т.Л.  Поняття та ознаки суб’єктів (учасників) міжнародних кримінально-процесуальних відносин.  Центральноукраїнський правничий часопис. 2010. № 2. С. 3–9.
- Сыроед Т.Л. Правовой статус участников,  содействующих международному  уголовному правосудию.  Вісник Академії митної служби України. Серія: Право. 2010. № 2. С.157–162.
- Сироїд Т.Л. Актуальні питання відповідальності учасників миротворчих операцій ООН.  Наукові записки Інституту законодавства Верховної Ради України. № 1. 2012. С. 143–147.
- Сыроед Т.Л. Обеспечение Международным уголовным судом гарантий прав осужденных лиц.  Вісник Харківського національного університету ім. В.Н. Каразіна.  Серія: Право. 2012. № 1034. С.298–301.
- Сыроед Т.Л. Правовые основания обжалования и пересмотра приговора в международных органах уголовной юрисдикции.  Вісник Харківського національного університету ім. В.Н. Каразіна. Серія: Право. 2013. №1062. С. 226–229.
- Сыроед Т.Л. Криминализация преступления геноцида в международном праве. Журнал Східноєвропейського права. №16. 2015. С. 38–47.
- Сыроед Т.Л. Деятельность ООН по предупреждению геноцида. Науковий вісник Херсонського державного університету. Серія: Юридичні науки. 2015. Вип. 3. С. 191–195.
- Сыроед Т.Л. Становление и развитие гендерного принципа на международном универсальном уровне. Порівняльно-аналітичне право. 2019. №5. С. 462–466.
- Serhiy Perepolkin, Tetiana Syroid.  A diversity of opinions on the standards of international customs law. Customs Scientific Journal.  2019. No 1. Р. 51–63.
- Tetiana Syroid, Yuriy Kolomiets, Oleksandr Kliuiev, Valeriia  Myrhorod-Karpova.  International financial institutions as subjects of the financial system of the state.  Asia Life Sciences. The Asian International Journal of Life Sciences. Supplement 21(1): 1–8, 2019.
- Syroid Т., Havrylenko O., Shevchenko A. Evolution of Financial Law Basics within the Antique States of the North Black Sea Region (Late 7th Century BC – the First Half of the 6th Century AD). Journal on European History of law (UK, London). Vol. 11. 2019. No. 2. P. 101– 114.
- Syroid T. L., Fomina L. O. The role of  smart technology in promoting the right to health of older persons. Wiadomości Lekarskie T. LXXII. 2019. Nr 12. Cz. II. Grudzień. P. 2558–2562.
- Gavrylenko O. A., Syroed T.  L. Classical and Modern Tradition in Kharkiv University: International and European Law. Jus Gentium. Journal of International Legal History (Talbot Publishing, USA). 2019. Vol. 4. № 2. P. 607–620.
- Сироїд Т.Л. Міжнародна універсальна організаційно-правова основа в галузі роззброєння і обмеження озброєнь. Вісник Харківського національного університету ім. В.Н. Каразіна.  Серія: Право. 2019. Вип. 27. С. 95–104.
- Сироїд Т.Л.  Правова основа політики Європейського Союзу в галузі безпеки: від витоків до сучасності.  Науковий вісник Дніпропетровського державного університету внутрішніх справ. 2019. № 3. С. 54–60.
- Сироїд Т.Л. Міжнародне публічне право: Навчальний посібник. Харків: ТОВ «Прометей-Прес», 2005. 244 с.
- Сыроед Т.Л. Международное уголовно-процессуальное право: Документы и комментарии. Харків: ТОВ «Прометей-Прес», 2007. 588 с.
- Сироїд Т.Л. Міжнародне право: Навчальний посібник. Харків: ХНУВС, 2009. 336 с.
- Перепьолкін С.М., Сироїд ТЛ. Практикум з міжнародного права: Навчально-методичний посібник. Дніпропетровськ: АМСУ, 2011.  116 с.
- Т. Л. Сироїд, С. М. Перепьолкін, Л. А. Філяніна. Міжнародне право: словник-довідник. За заг. ред. Т. Л. Сироїд. Харків: Юрайт, 2014.  408 с.
- Т.Л.Сироїд, О. А. Гавриленко, Л. В. Новікова. Історія міжнародного права: хрестоматія-практикум для студентів напряму підготовки 6.030202  – «Міжнародне право».  Харків: ХНУ імені В. Н. Каразіна, 2016.  688 с.
- Міжнародне публічне право. Міжнародний захист прав людини: посібник для підготовки до зовнішнього незалежного оцінювання / за заг. ред. д.ю.н., проф. Т.Л. Сироїд. Харк. нац. у-т імені В.Н. Каразіна. Харків: ФОП Бровин О.В., 2018. 292 с.
- Сироїд Т.Л. Міжнародне публічне право: підручник.  Одеса: Фенікс, 2018. 744 с.
- Сироїд Т.Л., Гавриленко О. А. Правовий статус особи під час воєн, що вели держави Стародавнього Сходу. Вісник Харківського національного університету ім. В.Н. Каразіна. Серія «Право». 2020. № 1. С. 46-53.
- Theoretical foundations of jurisprudence: collective monograph / Blikhar M., Yatsenko I., Kliuiev O., etc. – International Science Group. Boston: Primedia eLaunch, 2020. 179p.
- Історія держави і права зарубіжних країн: підручник / за заг. ред. О. М. Бандурки; [Бандурка О. М., Швець Д. В., Бурдін М. Ю., Головко О. М. та ін.]. Харків: Майдан, 2020. 618 с.
- Foundation for Criminal Law in Antique States of the North Black Sea / Syroid T., Havrylenko O., Shevchenko A. // Journal on European History of law (UK, London). – Vol. 12. – 2020. – No. 2. – P. 136-146.
- Tetiana L. Syroid, Lina O. Fomina, Oleksandr A. Havrylenko. Ensuring the Right to Health of Staff of the United Nations. Wiadomości Lekarskie, Vol. LXXIII, issue 9 part II, September 2020. P. 2044-2048.
- Історія держави і права зарубіжних країн : підручник / О.М. Бандурка, О.М. Головко, І.А. Логвиненко та ін. ; за заг. ред. О.М. Бандурки. 2-ге вид., допов. та змін. – Харків : ХНУВС, 2021. – 596 с.
- Історія міжнародного права: стародавня доба : навчальний посібник / О. А. Гавриленко, Т. Л. Сироїд. — Харків : ХНУ імені В. Н. Каразіна, 2021. — 232 с.
- Становлення передумов формування законів і звичаїв війни в стародавню епоху: класичні та сучасні підходи до вирішення проблеми / О.А. Гавриленко, Т.Л. Сироїд, Л.О. Фоміна. Military offences and war crimes: background, theory and practice : collective monograph. Ed. by V.M. Stratonov. — Riga, Latvia : «Baltija Publishing», 2023. P. 164-204.

## Нагороди та звання
- За багаторічну сумлінну працю нагороджена відомчими відзнаками та подяками МВС України, органів місцевого самоврядування
- Нагороджена Грамотою Верховної Ради України "За заслуги перед українським народом" (2019)